# Papyrus Egerton 2
L'Évangile d'Egerton ou Papyrus Egerton 2 est un écrit chrétien qui semble dater du IIe siècle apr. J.-C. Il cite des paroles et des gestes de Jésus de Nazareth. Par certains aspects, il s'apparente à l'Évangile selon Jean sans en dépendre. C'est un codex sur papyrus, c'est-à-dire constitué de feuillets séparés.

## Historique de la découverte

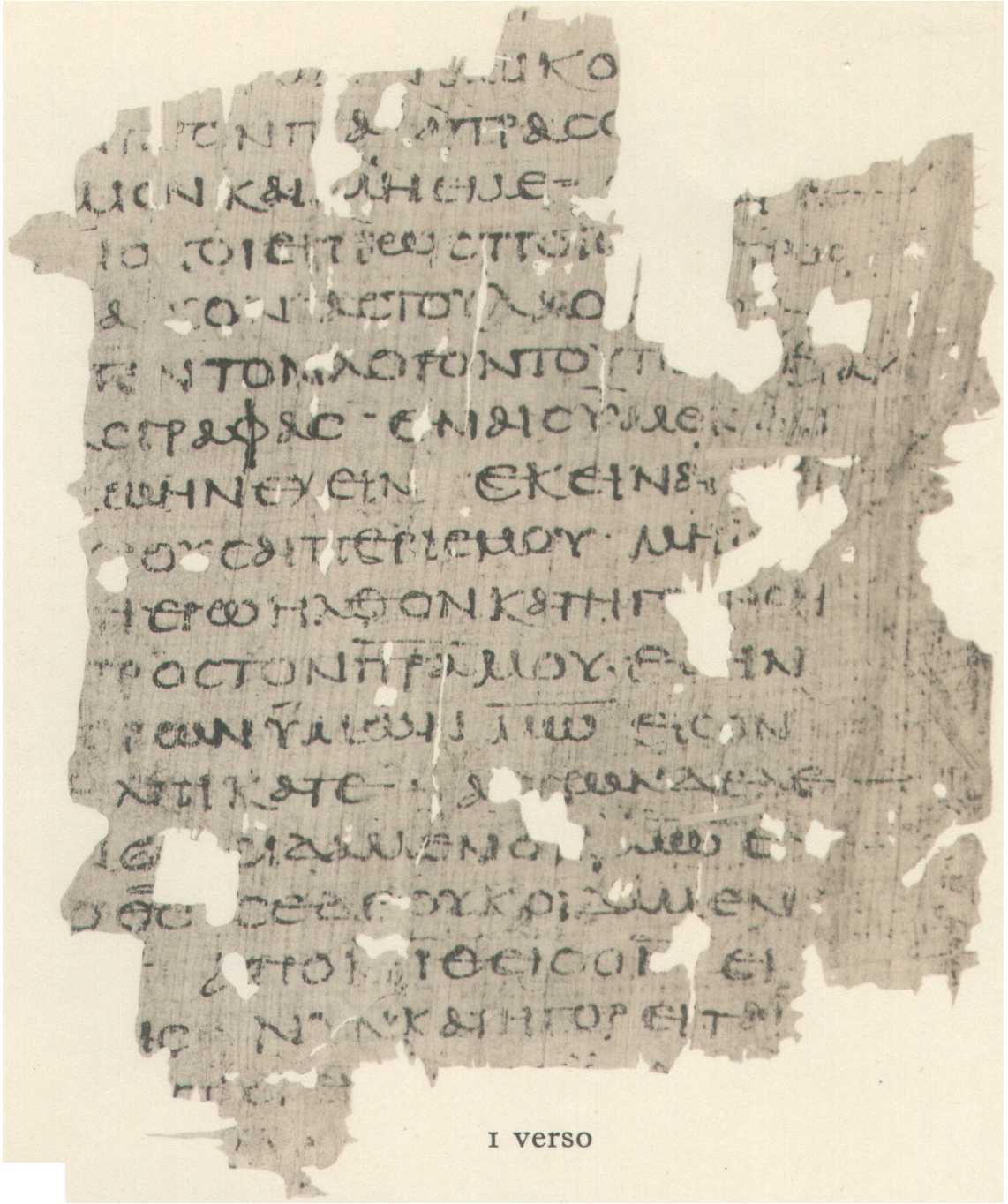
Papyrus Egerton 2.

Probablement découvert en 1934 sous la forme de quatre fragments parmi d'autres objets achetés chez un vendeur d'antiquités (peut-être à Oxyrhynque en Égypte où d'autres papyrus ont déjà été retrouvés).
Il été publié pour la première fois en 1935.
Un cinquième fragment a été retrouvé à Cologne et publié en 1987. Ce fragment s'ajuste parfaitement aux feuillets précédemment découverts.
Aujourd'hui, le papyrus Egerton 2 est exposé en permanence à la British Library de Londres.

## Contenu
Le fragment 1 contient 14 versets. Il est en écho à l'évangile selon Jean avec l'histoire de la guérison d'un lépreux.
Le fragment 2 est plus court. Sur une face, il se rapproche à la fois de l'Évangile selon Marc et de celui de Jean. Mais l'autre face semble indépendant de toutes les autres traditions.
Le fragment 3 ne comporte que quelques mots.
Le fragment 4 ne comporte qu'une lettre partiellement illisible.

## Datation du papyrus
À la publication en 1935, les spécialistes penchèrent pour une rédaction postérieure aux écrits du Nouveau-Testament, entre 100 et 150 apr. J.-C.
Dans les années 1990, plusieurs chercheurs contestèrent cette datation et proposèrent une rédaction vers l'an 50. Cette position est elle-même contestée et semble difficile à accepter.